# Megan Oldham
Pour les articles homonymes, voir Oldham (homonymie).
Megan Oldham, née le 12 mai 2001 à Newmarket (Ontario) , est une skieuse acrobatique canadienne.

## Carrière
Le 5 mars 2022, Megan Oldham remporte sa deuxième victoire en Coupe du monde de ski acrobatique en slopestyle à Bakouriani.

## Palmarès

### Jeux olympiques
| Épreuve / Édition | Slopestyle | Halfpipe | Big Air |
| JO 2022 Pékin     | 13e        | -        | 4e      |

### Championnats du monde
| Épreuve / Édition       | Slopestyle | Halfpipe | Big Air |
| Mondiaux 2021 Aspen     | Bronze     | -        | 4e      |
| Mondiaux 2023 Bakuriani | Argent     |          | Bronze  |
| Mondiaux 2025 Engadine  | Bronze     |          |         |

### Coupe du monde
- 1 petit globe de cristal :
  - Vainqueur du classement de slopestyle en 2019.
- 10 podiums dont 4 victoires.

| Saison / Épreuve | Big air         | Slopestyle | Total |
| ---------------- | --------------- | ---------- | ----- |
| 2018-2019        |                 | Silvaplana | 1     |
| 2021-2022        |                 | Bakuriani  | 1     |
| 2022-2023        | Copper Mountain |            | 1     |
| 2024-2025        | Aspen           |            | 1     |
| Total            | 2               | 2          | 4     |